# Dolors Pérez Martí
Dolors Pérez Martí (Sueca, 5 de junio de 1951) es una política española, senadora de Compromís por Valencia desde 2016 en la legislatura XI. También ha sido diputada de EUPV en las Cortes Valencianas entre 1995 y 2007.

## Biografía
Dolors Pérez es administrativa con estudios de Graduado Social, Economía y Medio Ambiente. También ha cursado un máster en Economía por la Universidad de Ciencias Sociales de Moscú y otro máster en Medio Ambiente por la misma universidad. Ha trabajo en la empresa privada como jefe de ventas y secretaria de dirección, y es funcionaria de la Diputación de Valencia. Está casada, tiene cuatro hijos y cinco nietos

## Actividad política
En 1980 entró en la dirección del sindicato CCOO de la Ribera Baja y poco después, el 1985 ingresó en el PCPV, y posteriormente en EUPV. Ha ocupado diversos cargos orgánicos en la formación de izquierdas como miembro consejo político o miembro del Consejo Político Federal de IU.
En las elecciones a las Cortes Valencianas de 1995 se presentó como número 2 por Valencia de EUPV, por detrás de Joan Ribó, y obtuvo el acta de diputada por primera vez. Renovó el cargo de diputada sucesivamente a las elecciones de 1999 y las de 2003, esta última dentro de la coalición de Esquerra Unida - L'Entesa.
En 2007 fue candidata a la alcaldía de Sueca, obteniendo dos concejalías y apoyando al candidato del BLOC Joan Baldoví, que fue elegido alcalde. Pérez se encargó de la concejalía de Políticas de Igualdad y su compañero de partido, Josep Franco, del área de servicios.
Dolors Pérez abandonó EUPV en enero de 2008, a raíz de la crisis de Compromís pel País Valencià y se afilió al nuevo partido surgido, Iniciativa del Poble Valencià. Fue candidata con Iniciativa en las elecciones locales de 2011 a Sueca sin obtener representación.
En las elecciones generales de 2015 fue elegida senadora por la circunscripción de Valencia, como candidata de Compromís dentro de la coalición Compromís-Podem-És el moment.

### Independentismo y pancatalanismo
Se ha mostrado públicamente a favor del derecho de autodeterminación de Cataluña y de la Comunidad Valenciana. En 2014 firmó una ponencia en la que se sostenía que, «siguiendo a Joan Fuster, decirnos valencianos es decirnos catalanes», se defendía la creación de los llamados «países catalanes», incluyendo en ellos a las Islas Baleares y a la Comunidad Valenciana, y se afirmaba que «los valencianos no somos españoles». Además, en mayo de 2016 afirmó que sueña "con la nación completa, que son los països catalans" y que "los valencianos somos catalanes".